# 国狭槌尊

「天地開闢」における神々（古事記による）

国狭槌尊（くにさつちのみこと）は、日本神話に登場する神。

## 概要
主に『日本書紀』の天地開闢の段に登場する神で別名国狭立尊（くにのさたちのみこと）。神代七代のうちの一柱である。
『古事記』には大山津見神の子に天之狭土神・国之狭土神がいるが、どちらも神代七代に数えられていない。
神名「サツチ」の「サ」は神稲、「ツチ」は土、即ち神稲を植える土の意か。

## 神話での記述
『日本書紀』本文では、天地開闢の後国常立尊、国狭槌尊が登場し、次に豊斟渟尊が化生したとしており、これらの三柱の神は男神であると記している。
第一、第二と第四の一書では、国常立尊の次に国狭槌尊が登場し、他の一書には同一神とみられる神名は登場しない。『日本書紀』にこれ以降、国狭槌尊が神話に登場することはない。

## 祀る神社
- 熊野速玉大社（和歌山県新宮市新宮）‐一万宮祭神
- 苗村神社（滋賀県蒲生郡竜王町）‐主祭神
- 国狭槌神社（滋賀県高島市）‐主祭神